# Try a little love
Try a little love is een single van Oscar Harris. Het is afkomstig van zijn album Oscar Harris & the Twinkle Stars. Try a little love is half gesproken, half gezongen.
Oscar Harris voerde de liedjes uit samen met de Twinkle Stars, een muziekgezelschap. De uitgaven van Omega Records werden geplaagd door tikfouten. De platenhoes en/of platenlabel vermeldden als B-kant I did’nt wanna to listen (I wanna to find out for myself) (apostrof verkeerd geplaatst en 2x "wanna" is al inclusief "to") en een van de persingen verbasterde de zanggroep tot de "Tinkle Stars".

## Hitnotering

### Nederlandse Top 40
| Positie: | 16 | 6 | 5 | 4 | 5 | 5 | 6 | 8 | 13 | 17 | 17 | 20 | 23 | 33 | uit |

### NederlandseDaverende 30
Mungo Jerry en Roger Whittaker hielden Harris van de eerste plaats af met In the summertime, respectievelijk I don't believe in if anymore.
| Positie: | 18 | 3 | 3 | 4 | 4 | 6 | 6 | 7 | 7 | 17 | 20 | 21 | 27 | uit |

### BelgischeBRT Top 30
| Positie: | 25 | 24 | 21 | 17 | 17 | 18 | 23 | uit |

### VlaamseUltratop 30
| Positie: | 23 | 19 | 15 | 15 | 15 | 13 | 15 | 18 | 24 | 29 | uit |

### NPO Radio 2 Top 2000
Try a little love stond alleen in 1999 in de NPO Radio 2 Top 2000, op plek 1676.